# راجیندر سینگ (بازیکن هاکی روی چمن)
راجیندر سینگ (پنجابی: ਰਾਜਿੰਦਰ ਸਿੰਘ؛ زادهٔ ۱۳ مهٔ ۱۹۵۹) بازیکن هاکی روی چمن اهل هند بود که به‌همراه تیم ملی هاکی روی چمن مردان هند به قهرمانی بازی‌های المپیک تابستانی ۱۹۸۰ دست پیدا کرده‌است.